# Biopsija jetre
Biopsija jetre je dijagnostički postupak kojim se uzima mali deo tkiva jetre i šalje u laboratoriju na patohistološku (PH) analizu. Bhen cilj da se postavi konačna dijagnoza promene na jetri. Cela procedura biopsije sa pripremom traje oko 15 minuta, a sama biopsija nekoliko minuta.

## Spoljašnje veze
|  | Молимо Вас, обратите пажњу на важно упозорење у вези са темама из области медицине (здравља). |